# Suzuki Racing Team
Suzuki Racing Team — офіційна заводська команда Suzuki, що бере участь у різноманітних серіях змагань з мотоспорту, таких як чемпіонати світу з шосейно-кільцевих мотоперегонів MotoGP та WSBK, чемпіонат світу з мотокросу MXGP, а також деяких національних змаганнях, в тому числі у чемпіонаті України в серії SBK, де надає підтримку команді SP-Moto Racing. Гонщики команди виграли 6 чемпіонатів світу MotoGP, 1 WSBK та 15 MXGP.

## MotoGP
Suzuki має славну історію виступів у чемпіонаті світу з шосейно-кільцевих мотоперегонів MotoGP. Гонщики команди завоювали 6 титулів чемпіонів світу в класі 500cc (2 Баррі Шин, по 1 Марко Лючінеллі, Франко Унчіні, Кевін Швантс та Кенні Робертс молодший. У сезоні 2015 «Suzuki Racing Team» повернулася до виступів у серії з моменту своєї останньої появи у сезоні 2011 — була представлена у класі MotoGP іспанськими гонщиками Маверіком Віньялесом та Алеїчем Еспаргаро.

### Клас 500cc
Хоча на мотоциклах Suzuki було здобуто багато перемог у 1960-х роках, зокрема виграно 3 чемпіонати світу в класі 125cc та 6 у класі 50cc, проте перша команда з заводською підтримкою з'явилась у чемпіонаті в сезоні 1974. В тому сезоні її представляли гонщики Баррі Шин та Джек Фіндлі, які виступали за кермом Suzuki RG500. Найкращим результатом команди стало друге місце Шина в дебютній гонці сезону у Франції. Той сезон став роком домінування італійської команди MV Agusta.
В наступному сезоні Шин здобув дебютну перемогу для команди, вигравши Гран-Прі Нідерландів. Додавши ще один тріумф на етапі у Гран-Прі Швеції, він фінішував 6-им у загальному заліку. У заліку виробників Suzuki фінішувала на 3 місці, поступившись MV Agusta та Yamaha.
Після сезону Suzuki, як і її основні конкуренти Yamaha і MV Agusta, відмовилась від прямої підтримки команди — з цією метою було обрано зовнішню команду, якій заводом надавались мотоцикли, а вона забезпечувала всю необхідну технічну підтримку. Таким представником було обрано британського імпортера марки компанію Heron, до якої приєднались Шин, Джон Вільямс та Джон Ньюболд. Suzuki також надавала клієнтські модифікації RG500 в розпорядження інших команд та приватних пілотів.
Виступаючи у складі нової напів-офіційної команди в сезоні 1976, Баррі Шин став чемпіоном світу здобувши 5 перемог. Загалом гонщики, яки виступали на мотоциклах Suzuki зайняли 11 з перших 12 місць загального заліку.
В наступному сезоні Шин знову був найкращим, здобувши 6 перемог на етапах.

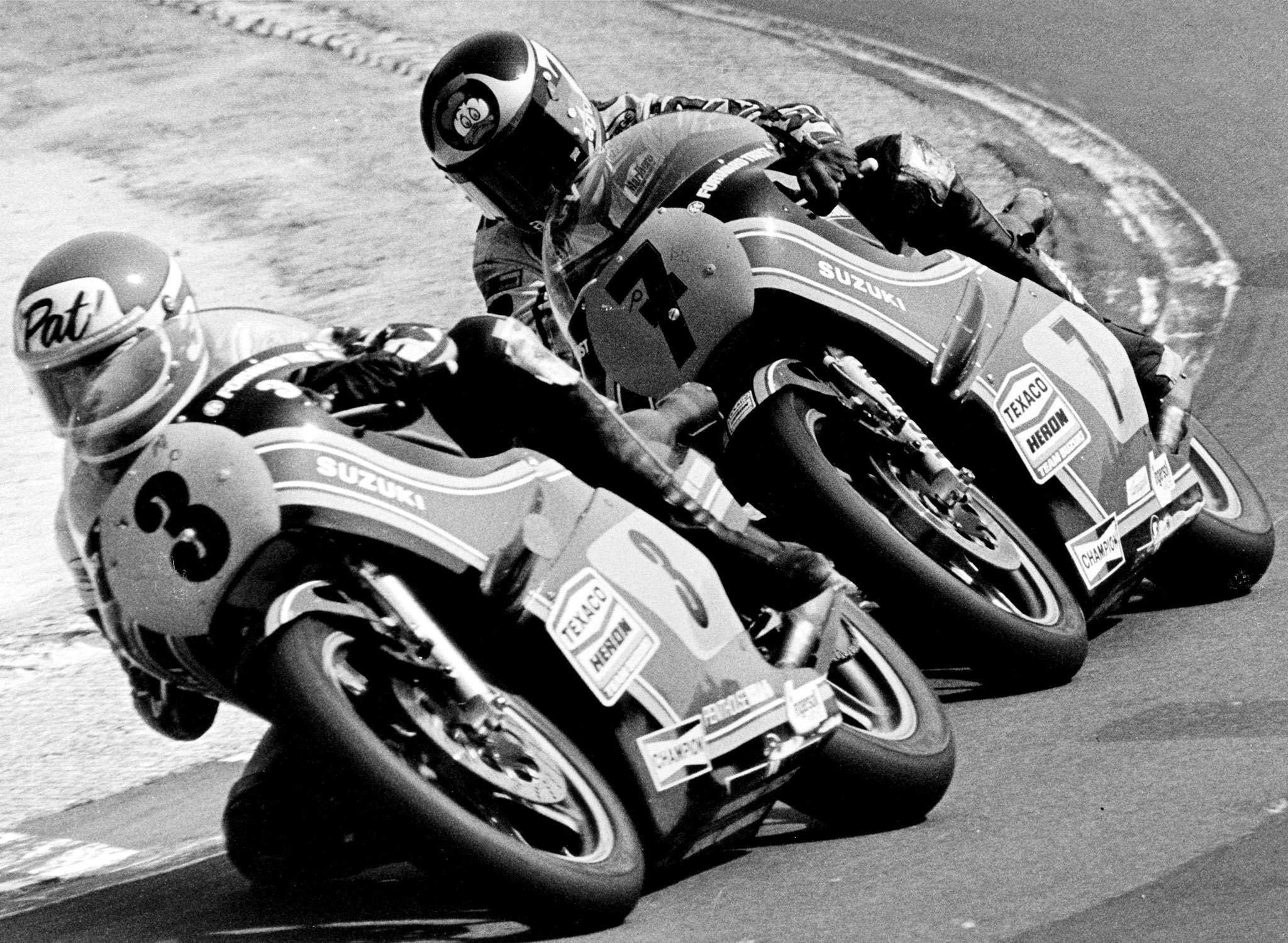
Пат Хеннен (3) та Баррі Шин(7), 1978 рік

В сезоні 1978 Yamaha вирішила повернутися в серію з офіційною самостійною командою, в той час як Suzuki продовжувала політику співпраці з зовнішніми командами. Баррі Шин отримав у своє розпорядження новий мотоцикл Suzuki RGA і виграв на ньому дебютну гонку у Венесуелі, додавши до цього ще одну перемогу у Швеції. Його основний конкурент Кенні Робертс з Yamaha здобув 4 перемоги і доля титулу вирішувалась на останній гонці сезону у Німеччині, деШим фінішував лише 4-им, зайнявши у загальному заліку 2-ге місце. Інший гонщик команди Віл Хартог також здобув дві перемоги, завершивши сезон Таким на 4-му місці, що дозволило Suzuki здобути третій кубок конструкторів поспіль.
У сезоні 1979 Suzuki вирішила надати свої мотоцикли окрім Heron ще двом командам: нідерландській Riemersma з гонщиком Вілом Хартогом та італійській Gallina Team, за яку виступав Вірджиніо Феррарі. Перемога у загальному заліку знову дісталася гонщику Yamaha Кенні Робертсу, слідом за яким фінішували три пілоти на Suzuki RGB: Феррарі на другій позиції, Шин на третій та Хартог на четвертій. Завдяки цьому Suzuki знову тріумфувала у заліку виробників.
В сезоні 1980 до команди приєднався Ренді Мамола. Кенні Робертс виграв свій третій титул, а Мамола та Марко Лючінеллі посіли відповідно друге та третє місця. Suzuki черговий раз здобула кубок конструкторів, вже 5-й.
В наступному сезоні Лючінеллі став чемпіоном світу, виступаючи на новому RG Γ 500, але після закінчення сезону покинув команду, перейшовши у Honda. Гонщики на Suzuki виграли 8 з 11 раундів, що принесло заводу з Хамамацу 6-й кубок виробників.
У сезоні 1982 місце Лючинеллі в команді зайняв Франко Унчіні, який виграв чемпіонат, тріумфувавши у 5-ти гонках з 12-ти. Suzuki отримала 7-й кубок конструкторів поспіль.
В наступному сезоні під час Гран-Прі Нідерландів Унчіні потрапив в аварію, отримавши травми, які не дозволили йому захистити титул. Найкращим результатом гонщиків команди стало 3-є місце Ренді Мамоли. За підсумками сезону кубок конструкторів перейшов до Honda. Після завершення сезону 1983 команда узяла рішення про вихід з чемпіонату. Натомість Gallina та Heron продовжували участь у чемпіонаті: італійська команда продовжувала розвивати RG Γ 500, тоді як британці працювали над рамою та маятниковою підвіскою заднього колеса.
Після 3 років відсутності, Suzuki Racing Team частково повернулася в чемпіонат у 1987 році з гонщиками Такумі Іто і Кевіном Швантсом, які на оновленому RGV Γ 500 фінішували за підсумками чемпіонату на 17 і 15 місцях відповідно.
Остаточне повернення команди у MotoGP відбулось у сезоні 1988. Швантс здобув 2 перемоги та закінчив сезон на 8-му місці, а Роб МакЕлнеа фінішував десятим.
Швантс залишався офіційним гонщиком заводу до сезону 1995 включно, в якому він оголосив про завершення кар'єри. За ці роки він продовжував удосконалювати свої результати в загальному заліку: четверте місце в 1989 році (6 перемог на етапах), друге — в 1990 (5 перемог), після цього третє місце у 1991 році та четверте в 1992-му. У сезоні 1993 він вперше став чемпіоном світу, здобувши 4 перемоги на етапах.
У ці роки разом зі Швантсом в команді виступали різні гонщики: Ніалл МакКензі (четверте місце в сезоні 1990), Дуг Чендлер (п'ятий в 1992 році) та Алекс Баррос (шостий в 1993 році).
У сезоні 1994 Швантс фінішував на четвертому місці, здобувши 2 перемоги, а в наступному сезоні, не зумівши оговтатися від аварії, він вирішив завершити кар'єру. що його відхід з мотогонок. Його місце зайняв Деріл Бітті, який зайняв друге місце, здобувши 2 перемоги на етапах, в тому числі одну на рідному для команди треці Судзука.
В сезоні 1996 Скотт Рассел фінішував на 6 місці, тоді як Бітті, який мав деякі проблеми ще до початку сезону, фінішував вісімнадцяти.
У 1997-му напарником Бітті був Ентоні Гобер; в загальному заліку вони фінішували на одинадцятому та п'ятнадцятому місцях відповідно.
У наступному сезоні команду представляли японські гонщики Нобуатсу Аокі та Катсуакі Фудзівара, проте останній травмувався під час передсезонних тестів і змушений був пропустити сезон, тоді як Аокі фінішував у загальному заліку на 9-му місці.
У сезоні 1999 Suzuki уклала угоду з Кенні Робертсом-молодшим. Вже в перший рік виступів він здобув перемогу на Гран-Прі Японії (вперше за останні 4 роки виступів в чемпіонаті), посівши в загальному заліку друге місце з чотирма перемогами на етапах. Одночасно Нобуатсу Аокі фінішував на тринадцятому місці.
Ті ж гонщики змагалися в чемпіонаті і в наступному сезоні. Робертс став чемпіоном світу, здобувши знову 4 перемоги, а Аокі фінішував десятим. Перемога Робертса стала шостою для команди та першою за останні сім років.
У 2001-му, останньому році існування класу 500cc, до Робертса приєднався Сете Жібернау, але їхні результати були не такими вдалими — лише одинадцяте та дев'яте місця в загальному заліку відповідно, хоча Жібернау і здобув перемогу на Гран-Прі Валенсії.

### Клас MotoGP

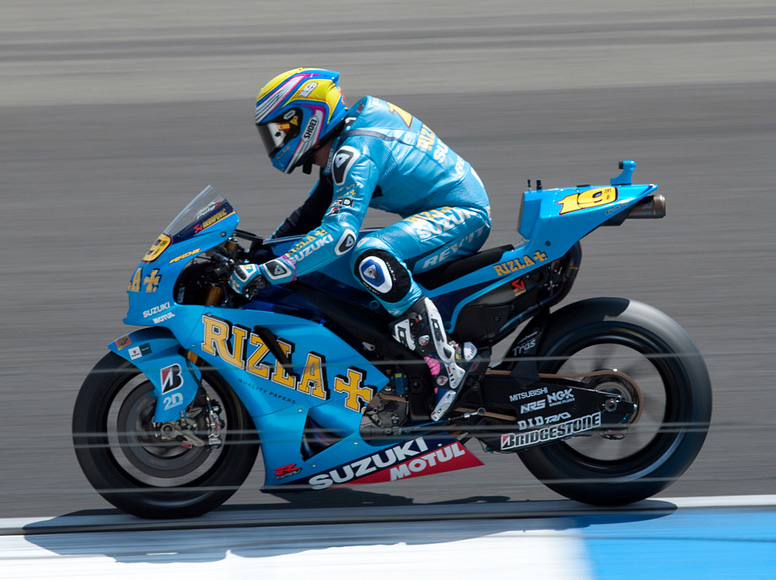
Альваро Баутіста, Гран-Прі Нідерландів-2010

У сезоні 2002 відбувся дебют нового класу змагань — MotoGP, який прийшов на заміну 500cc. З введенням нового класу відбувся перехід від використання у мотоциклах двотактних до чотиритактних двигунів. Гонщики команди Кенні Робертс молодший та Сете Жібернау отримали у своє розпорядження новий Suzuki GSV-R. Найкращим результатом пілотів стало третє місце Робертса у Бразилії. За підсумками сезону Робертс фінішував дев'ятим, Жібернау — шістнадцятим.
На сезон 2003 місце Жібернау, який повернувся у Honda, зайняв Джон Хопкінс. Кенні Робертс молодший у Муджелло зазнав аварії, через що змушений був пропустити 3 гонки, фінішувавши у загальному заліку на 19-му місці, Хопкінс же фінішував сімнадцятим.
У сезоні 2004 команда перейшла до використання покришок Bridgestone замість Michelin, проте на якості результатів це не позначилось: Хопкінс закінчив чемпіонат шістнадцятим, а Робертс — вісімнадцятим.
У 2005-му Робертс-молодший зайняв друге місце на Гран-Прі Великої Британії і закінчив сезон тринадцятим, Хопкінс фінішував чотирнадцятим.
У сезоні 2006 Кріс Вермален замінив Робертса-молодшого. За сезон він зумів здобути 2 поули та фінішувати другим у Австралії, закінчивши сезон на 11-му місці, Хопкінс же фінішував 10-им.
У 2007-му гонщики пересіли на новий Suzuki GSV-R (об'єм двигуна був зменшений з 1000 до 800 см³), і Вермален зміг вибороти перемогу на дощовому Гран-Прі Франції, здобувши першу перемогу для Suzuki з моменту введення чотиритактних двигунів. В цілому чемпіонат він завершив на 6-му місці, Хопкінс же фінішував четвертим, отримавши чотири подіуми протягом сезону.
У наступному сезоні до Вермалена приєднався Лоріс Капіроссі. В загальному заліку вони фінішували на восьмому і десятому місцях відповідно. Ця пара гонщиків залишилась в команді і на наступний сезон, який вони закінчили на дванадцятому і дев'ятому місцях. У гонці в Брно Лоріс посів третє місце, і цей подіум залишався для команди кращим результатом на довгі 8 років, доки Маверік Віньялес не показав аналогічний результат на Гран-Прі Франції-2016.
У сезоні 2010 місце Вермалена зайняв Альваро Баутіста. В загальному заліку він фінішував на 13-му місці, Капіроссі став 16-м.
У 2011-му команду представляв лише Баутіста, який завершив сезон на тринадцятому місці в загальному заліку.
18 листопада 2011 материнська компанія Suzuki Motor Corporation в офіційній заяві оголосила про вихід з MotoGP.
17 червня 2013 року Suzuki оголосила про повернення до виступів у класі MotoGP, починаючи з сезону 2015. Команда приступила до розробки нового прототипу Suzuki GSX-RR, як тест-пілот був запрошений Ренді де Пуньє.
У жовтні 2014 року команда офіційно оформила двох гонщиків для сезону 2015, підписавши досвідченого Алеїча Еспаргаро та молодого Маверіка Віньялеса, чемпіона світу в класі Moto3 (2013). Також «Suzuki Racing Team» узяла участь в останній гонці сезону 2014 у Валенсії по вайлд-кард, проте через технічні проблеми де Пуньє до фінішу не доїхав.
Сезон 2015 пройшов для команди у роботі над розробкою та вдосконаленням Suzuki GSX-RR. Мотоциклу не вистачало максимальної швидкості, через що гонщики не могли на рівні боротись з лідерами чемпіонату за перемоги, але завдяки стабільності результатів Віньялес та Еспаргаро змогли зайняти у загальному заліку 12 та 11 місця відповідно, що дозволило «Team Suzuki Ecstar» посісти 5-е місце у заліку виробників. Кращими результатами пілотів у гонках стали 6-ті місця. Єдиний значний успіх команди стався на Гран-Прі Каталонії, де Еспаргаро зумів здобути поул, скориставшись м'якими покришками, доступними для слабших команд. За підсумками сезону Віньялеса було визнано «новачком року».
На наступний сезон команда продовжила роботу з Віньялесом та Еспаргаро. До сезону інженери Suzuki змогли попрацювати над проблемами GSX-RR, насамперед збільшити потужність двигуна. Це принесло свої плоди — вже у перших гонках сезону гонщики фінішували поруч із призовою трійкою, а на Гран-Прі Франції Віньялес фінішував третім.

### Статистика виступів у MotoGP
Станом на початок 2015 року, перед початком сезону, на рахунку гонщиків «Suzuki Racing Team» було 155 перемог у Гран-Прі: 1 в класі MotoGP, 89 в 500cc, 35 в 125cc та 30 в 50cc.
| Сезон | Клас   | Назва команди      | Мотоцикл      | №  | Гонщики          | Гонки | Пер | Под | ПП | НК | ОГ  | МГ | Очки | Місце |
| ----- | ------ | ------------------ | ------------- | -- | ---------------- | ----- | --- | --- | -- | -- | --- | -- | ---- | ----- |
| 2015  | MotoGP | Team Suzuki Ecstar | Suzuki GSX-RR | 25 | Маверік Віньялес | 18    | 0   | 0   | 0  | 0  | 97  | 12 | 202  | 5     |
| 2015  | MotoGP | Team Suzuki Ecstar | Suzuki GSX-RR | 41 | Алеїч Еспаргаро  | 18    | 0   | 0   | 1  | 0  | 105 | 11 | 202  | 5     |

## World Superbike
З 1999 команда Suzuki представлена у Чемпіонаті світу з Супербайку, де її партнером виступила команда Alstare. У перший рік співпраці з бельгійською командою, гонщики П'єрфранческо Чилі та Катсуакі Фудзівара на мотоциклі GSX-R750 здобули дві перемоги.
В наступному році та в 2001-му Чилі здобуває ще дві перемоги. У сезоні 2002 команду представляв лише Грегоріо Лавілла. Зі зміною правил у 2003-му, коли дозволений максимальний робочий об'єм двигуна було збільшено з 750 до 1000 см³, Лавілла отримав у своє розпорядження найпотужніший GSX-R1000, на якому здобув 7 подіумів та зайняв 5-е місце в загальному заліку.
У 2005 «Suzuki Racing Team» здобула перші істотні успіхи у серії, коли гонщик команди Трой Корсер виграв чемпіонат на GSX-R1000, підготовленому командою «Alstare Suzuki Corona Extra».
Наприкінці сезону 2011 Alstare припинила виступи у чемпіонаті Superbike. Тим не менш, Suzuki продовжує виступати, співпрацюючи з приватною командою Crescent Racing.

## MXGP
Успіхи Suzuki Racing Team також нерозривно пов'язані з чемпіонатом світу з мотокросу, в якому бельгієць Роже Де Костер виграв п'ять титулів в класі 500cc. Гонщики команди здобули також 13 титулів в класі 125cc: Гастон Рає (3), Гаррі Евертс (3), Ерік Гебоерс (2), Акіра Ватанабе, Мішель Рінальді, Донні Шміт, Педро Трагтер та Стефан Евертс (по 1).

## Suzuki Racing Team в Україні
Suzuki Racing Team надає підтримку команді SP-Moto Racing, яка виступає у чемпіонаті України з шосейно-кільцевих мотоперегонів, а також бере участь у інших змаганнях, таких як чемпіонат Німеччини IDM та відкритий чемпіонат Росії. Гонщики команди Євгеній та Костянтин Писарєви, виступаючи на мотоциклах серії GSX-R, домінують протягом останніх сезонів у класах Супербайк та Суперспорт відповідно. Команда виграла останні 8 чемпіонатів SBK.